# Frederick Joseph Ricketts
(Major) Frederick Joseph Ricketts (Ratcliff bij Londen, 21 februari 1881 – Reigate, 15 mei 1945) was een Brits componist, dirigent en cornettist.

## Levensloop
Major Frederick Joseph Ricketts, beter bekend onder zijn pseudoniem Kenneth J(oseph) Alford verloor op 14-jarige leeftijd beide ouders. Hij verzweeg zijn leeftijd en ging op zoek naar een carrière als militair. In 1895 ging hij naar de Royal Irish Regiment en trad als cornettist in militaire dienst bij de Royal Army. Zijn studie deed hij van 1904 tot 1906 aan de Royal Military School of Music "Kneller Hall" in Twickenham, Engeland, waar hij in 1906 organist en tweede directeur werd. In 1908 werd hij Kapelmeester van het 2e bataljon The Argyll & Sutherland Highlanders (Princess Louise's) in Tempe in the Orange River Colony in Zuid-Afrika. In 1927 ging hij naar Plymouth en werd Kapelmeester van de bekende Band of H.M. Royal Marines. In 1930 werd hij tot directeur (Bandmaster) van de Band benoemd. In 1944, na ongeveer 50 jaren dienst voor de Engelse Koningin, ging hij met pensioen. Een jaar later overleed hij.
Zijn pseudoniem is samengesteld uit verschillende namen in zijn familie: Kenneth was de voornaam van zijn oudste zoon, J(oseph) was zijn tweede voornaam en Alford was de geboortenaam van zijn moeder.
Alford is de Engelse Mars-koning.

## Composities (selectie)

### Werken voor harmonieorkest (Military Band)
- 1908 The Thin Red Line
- 1912 Holyrood[1]
- 1912 The Vedette
- 1914 Colonel Bogey Mars werd ook bekend als titelmelodie in de film Bridge over the River Kwai[2]
- 1916 The Great Little Army opgedragen aan John Denton Pinkstone Frans-Engelse Marshall in België in 1914-1915
- 1917 On the Quarter Deck
- 1917 The Middy
- 1917 Voice of the Guns for the Heroes of The Royal Artillery[3]
- 1919 The Vanished Army - "They Never Die"
- 1919 Cavalry of the Clouds
- 1921 The Mad Major
- 1927 Old Panama
- 1928 Dunedin
- 1929 H.M. Jollies
- 1930 Standard of St. George
- 1937 By Land and Sea, ceremoniële langzame mars
- 1941 Army of the Nile[4]
- 1942 Eagle Squadron
- The Hunt voor brassband